# Andrzej Kowalczyk (westerplatczyk)
Andrzej Kowalczyk (ur. 27 listopada 1914 w Kietlinie, poległ 1 września 1939 na Westerplatte) – kapral Wojska Polskiego II RP, członek załogi i obrońca Wojskowej Składnicy Tranzytowej na Westerplatte w wojnie obronnej 1939.

## Życiorys

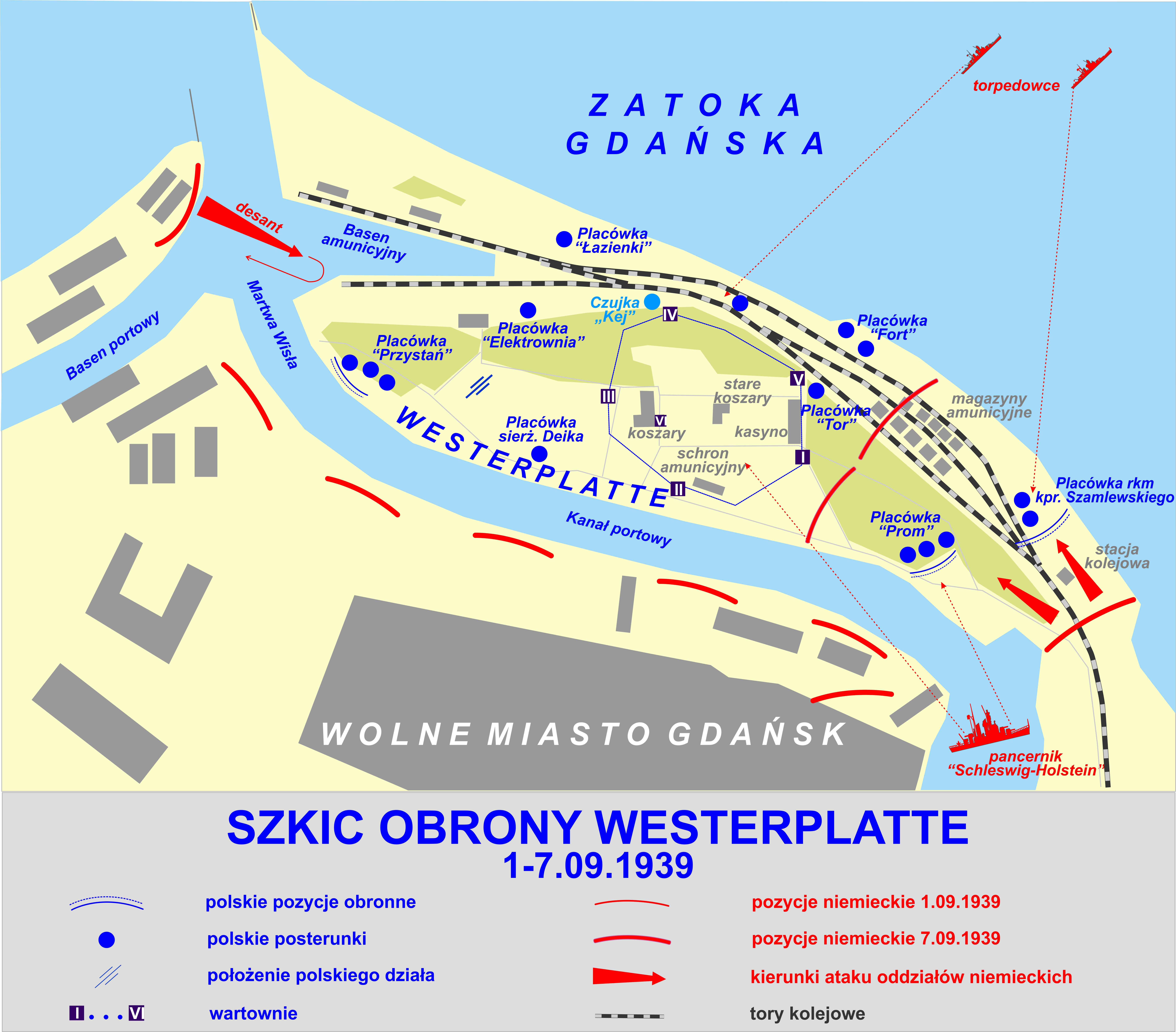
Obrona Westerplatte

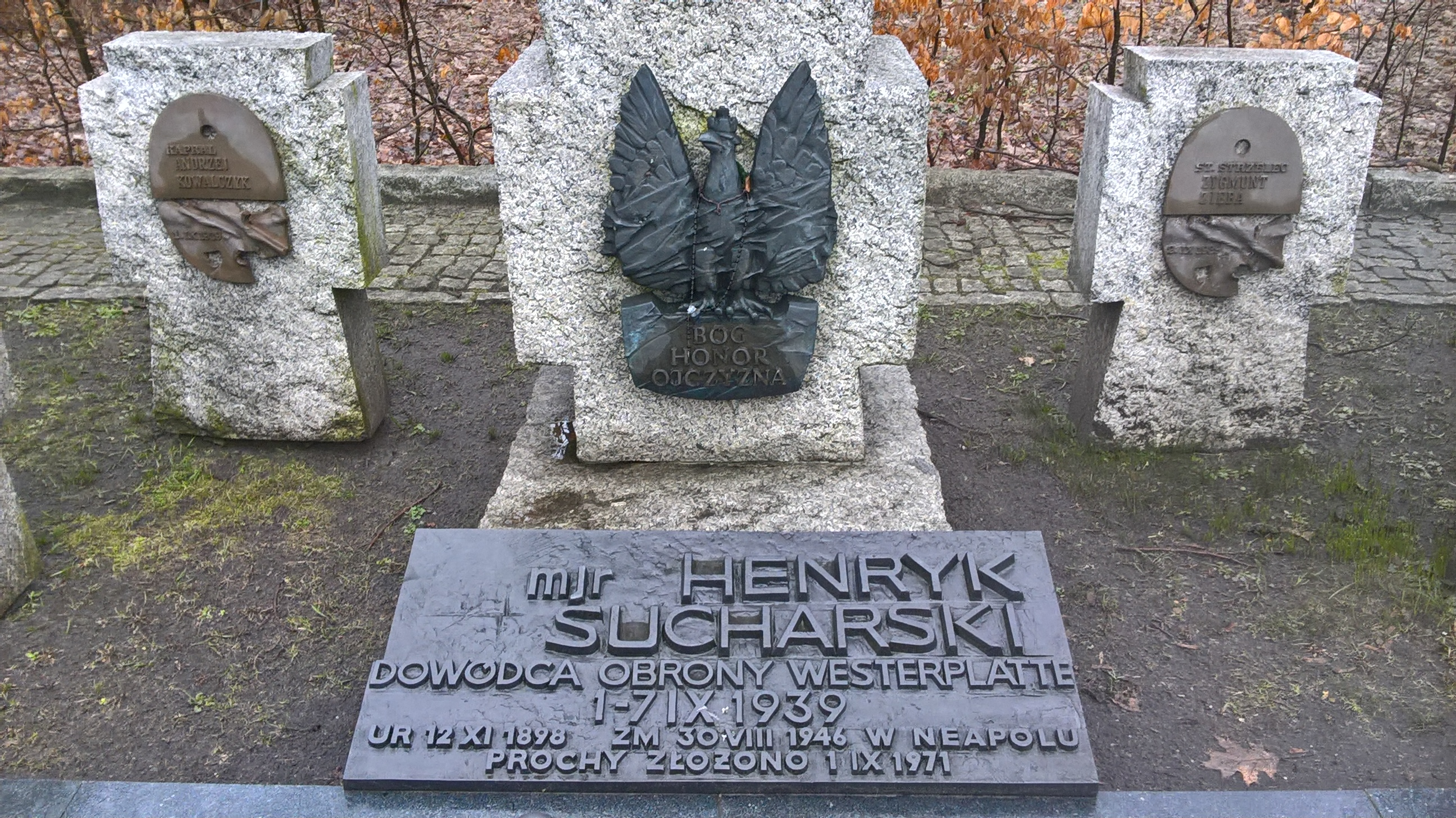
Nagrobek Andrzeja Kowalczyka (po lewej) na Cmentarzu Żołnierzy Wojska Polskiego na Westerplatte

Urodził się w Kietlinie k. Radomska jako syn Antoniego i Wiktorii. Służbę wojskową odbywał w 85 Pułku Strzelców Wileńskich w Nowej Wilejce, skąd został skierowany na Westerplatte 13 sierpnia 1939. Brał udział w obronie placówki "Prom". Poległ pierwszego dnia obrony, gdy likwidował gniazdo niemieckich karabinów maszynowych na posterunku Schupo, prowadzące ostrzał Wartowni nr 1.
25 lipca 1963 w czasie prac ziemnych przy odbudowie Nabrzeża Bohaterów Westerplatte w Porcie Gdańskim natrafiono na szczątki kaprala Kowalczyka (rozpoznali je koledzy z oddziału dzięki zachowanym przedmiotom osobistym). Złożono je na gdańskim cmentarzu Srebrzysko. 1 września 1992 odbyło się uroczyste przeniesienie szczątków kaprala na Cmentarzyk Poległych Obrońców Westerplatte, jednak w wyniku błędu ekshumowano szczątki niemieckiego żołnierza, który poległ w walkach z Armią Czerwoną w 1945 i złożono je na Westerplatte w grobie kaprala Kowalczyka. Pomyłkę odkryto podczas ekshumacji 16 marca 2021. Losu szczątków kaprala Andrzeja Kowalczyka nie udało się dotychczas wyjaśnić.

## Odznaczenia
- 1945 Krzyż Srebrny Orderu Virtuti Militari (pośmiertnie)